# Cosautlán de Carvajal
Cosautlán de Carvajal es una localidad del estado mexicano de Veracruz. Es cabecera del municipio de Cosautlán de Carvajal.

## Demografía
| Censo | Población |
| ----- | --------- |
| 1900  | 2 234     |
| 1910  | 1 228     |
| 1921  | 1 558     |
| 1930  | 2 047     |
| 1940  | 1 888     |
| 1950  | 1 659     |
| 1960  | 2 268     |
| 1970  | 2 039     |
| 1980  | 2 934     |
| 1990  | 4 150     |
| 1995  | 4 261     |
| 2000  | 4 478     |
| 2005  | 4 429     |
| 2010  | 4 617     |
| 2020  | 4 768     |